# 357 Dywizja Strzelecka (ZSRR)
357 Dywizja Strzelecka (ros. 357-я стрелковая дивизия) – związek taktyczny (dywizja) Armii Czerwonej.
Sformowana w czasie II wojny światowej, w listopadzie/grudniu 1941. Broniła przed niemieckim najeźdźcą Rżewa. W 1944 brała udział w ponownym zajęciu Łotwy.